# 羅曼什海溝
羅曼什海溝（Romanche Trench），亦被稱為羅曼什水平溝（Romanche Furrow）、羅曼什裂口（Romanche Gap）、羅曼什斷裂帶（Romanche Fracture Zone），為大西洋第三深海溝，在波多黎各海溝、南桑德韋奇海溝之後。羅曼什海溝在赤度以北把大西洋洋中脊一分為二，位置在大西洋最狹窄的地方，即巴西與西非之間，在北緯2度至南緯2度與西經16度至西經20度間伸延。

## 地理位置
羅曼什海溝為主要偏移大西洋洋中脊的轉換斷層（Transform fault）的一部分。羅曼什海溝的北與東北方有塞拉利昂盆地（Sierra Leone Basin），東與東南方有南大西洋盆地（South Atlantic Basin），南與西南方有北巴西盆地（Northern Brazilian Basin），西與西北方有北大西洋山脊（North Atlantic Ridge）。地質上來說，羅曼什海溝為南美洲板塊（South American Plate）向西及非洲板塊（African Plate）向東的接合處。

## 深海洋流
羅曼什海溝水深7760米，長300公里，平均闊19公里，容許主要深海海洋盆地的水由西大西洋流通至東大西洋盆地。深海海水由西以3.6×106 m³/s的速度及1.57°C的水溫向東流。